# Abronia lythrochila
Espèce
Statut de conservation UICN

 LC  : Préoccupation mineure
Abronia lythrochila est une espèce de sauriens de la famille des Anguidae.

## Répartition
Cette espèce est endémique du Chiapas au Mexique. Elle se rencontre entre 2 000 et 3 000 m d'altitude dans la Meseta Central de Chiapas,.

## Publication originale
- Smith & Álvarez del Toro, 1963 : Notulae herpetologicae Chiapasiae IV. Herpetologica, vol. 19, p. 100-105.